# المرأة في ميانمار
للمرأة في ميانمار/بورماحالة اجتماعيّة مُختلفة مقارنة بوضع باقي النساء في مجتمعات أخرى وبشكلٍ عام فإنّ المجتمع البورمي يحترمُ المرأة ويُقدّرها فحَسبَ بحثٍ قامَ به ميا ثين سين فإنّ المرأة البورميّة حظيت بقدر كبير من الاستقلال منذ قِدم الزمان كما حصلت على حقوقها القانونية والاقتصادية على الرغم من التأثيرات البوذية والهندوسية. في الوقتِ الحاضر؛ يُمكن للسيدة البورمية أن ترث في والدها أو والدتها بما في ذلك ميراث آبار النفط كما لها الحق في وراثة منصب رئيس القرية فضلًا عن حقها في التعيين في المناصب العليا في مُختلف المجالات.

## اللباس التقليدي
عادةً ما ترتدي البورميّات الفساتين التقليديّة التي كانت ترتديها النساء خلال حُكم أسرة كونباونغ (1752-1855). ترتدي النساء في بورما كذلكَ التنورات أو الملابس القصيرة التي تُحيط بالبطن والخصر بإحكام.

## الحب والزواج
على عكسِ الكثير من الدول؛ يُسمح للنساء في ميانمار الزواج من رجالٍ أجانب شريطة إتمام هذا الزواج في محكمة بورميّة وإبلاغ ذات المحكمة بإشعار مسبق قبل 21 يومًا. ظلّ صامدًا هذا القانون حتّى مايو/أيار 2010 حينما حظرت الحكومة الزواج بالرجال الأجانب وذلكَ لتجنب قضيّة الاتجار بالبشر؛ التي صارت ظاهرة بعدما وثقت الدولة عديد النساء ضحايا الاتجار بالبشر وخاصّة في باكستان وتايلاند. لدى الفتيات البورميات أيضًا الحقّ في اختيار شريك حياتهنّ كما لهنّ كامل الحق في رفضِ أيّ خطيب يتقدم لهنّ إلى جانبِ إمكانيّة عيش قصة حب مع الشاب قبل الزواج دونَ أي نظرة دونيّة من المجتمع أو تضييق من السلطات أو شيء من هذا القبيل.

## حقوق المرأة

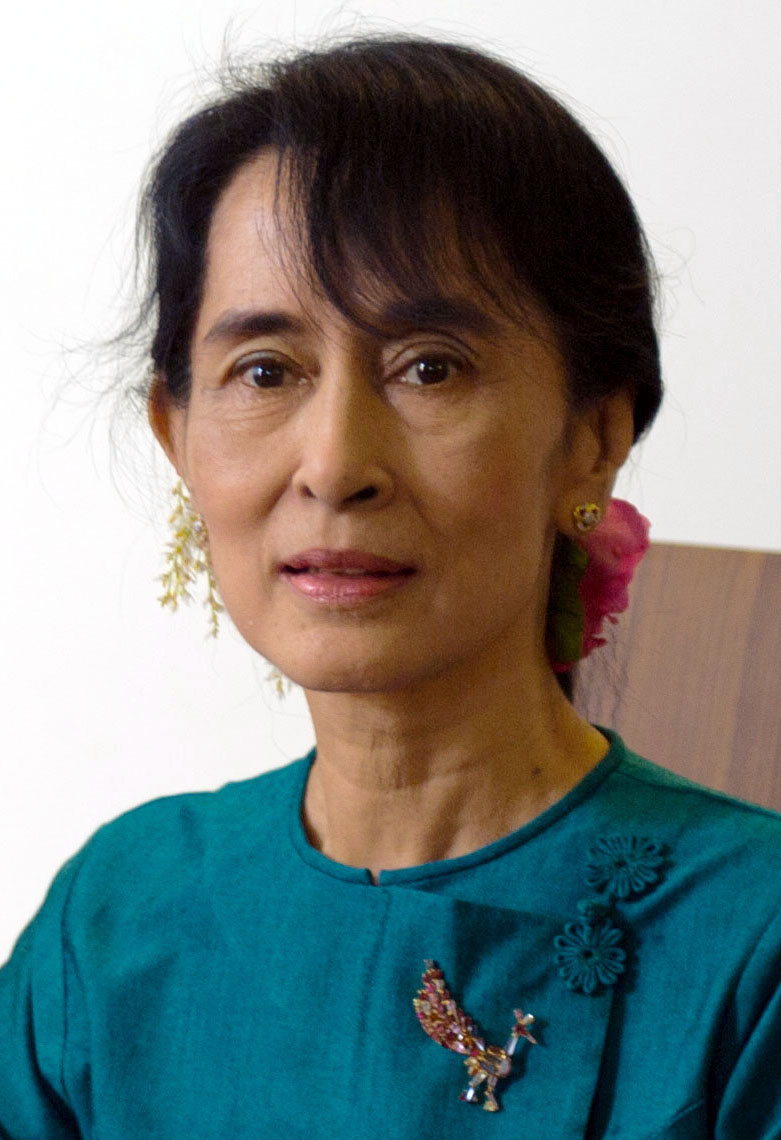
أون سان سو تشي.

في عام 2000؛ نَشرَ منتدى الأخبار تقريرًا بعنوان «حقوق الإنسان في بورما» وتحدث عن كيف تتخلّى المرأة (أو الأم بشكلٍ خاص) عن احتياجاتها الخاصة من أجل إعطاء أبنائها الأولوية الأولى كما أشار التقرير أيضا إلى أن النساء في المناطق الريفية والحضرية يُعانينَ من تدهور المناخ ومن الحالة الاقتصادية للبلد. هذه التغييرات أثرت على وصول المرأة البورمية إلى التغذية والخدمات الطبية والتدريب المهني وغيرها من الفرص التعليمية.
تاريخيا وعلى مستوى المناطق الحضرية؛ كانت ولا زالت المرأة البورمية تتمتع بمستويات عالية من السلطة الاجتماعية إلّا أنها واجهت في وقتٍ ما قيودًا على حرية التعبير كما واجهت بعضَ القيود في الوصول للمناصب الرفيعة المستوى سواء في الوظائف العمومية أو الخاصة. وفقًا لمنتدى الأخبار أيضًا فإنّ عددًا قليلًا من البورميات تلقينَ  تعلميًا ذا صلة بالتربيّة الجِنسيّة مما يجعلُ معظمهنّ عرضة للإصابة بفيروس نقص المناعة البشرية والإيدز.